# Christian Rein
Pour les articles homonymes, voir Rein et Rein (homonymie).
Christian Rein, né en 1970 à Munich (Allemagne), est un directeur de la photographie allemand.
Il travaille dans la production cinématographique depuis les années 1990.
En 2009, il a reçu le Deutscher Kamerapreis (de) ([Prix de la caméra allemande]) pour le film Die zweite Frau.

## Filmographie partielle

### Au cinéma
- 2006 : Français pour débutant de Christian Ditter
- 2008 : Die zweite Frau (en) de Hans Steinbichler
- 2009 : Le Club des crocodiles
- 2010 : Les Crocodiles 2
- 2011 : Vic le Viking 2 : Le Marteau de Thor
- 2014 : Love, Rosie
- 2016 : Célibataire, mode d'emploi
- 2022 : Le Rêve de l'okapi d'Aron Lehmann (de)

### À la télévision
- 2017 :  Girlboss  (série télévisée, 13 épisodes)
- 2021 : Tribes of Europa  (série télévisée)

## Récompenses et distinctions
- (en) Christian Rein: Awards, sur l'Internet Movie Database